# Europäisches Olympisches Winter-Jugendfestival 2015/Skispringen
Beim Europäischen Olympischen Winter-Jugendfestival 2015 in Vorarlberg und Liechtenstein wurden vier Wettbewerbe im Skispringen ausgetragen. Austragungsort war das Montafoner Schanzenzentrum in Tschagguns.

## Resultate
| Medaillen       | Medaillen         | Medaillen                                                              | Medaillen                                                            | Medaillen                                                                                   |
| --------------- | ----------------- | ---------------------------------------------------------------------- | -------------------------------------------------------------------- | ------------------------------------------------------------------------------------------- |
| Datum           | Disziplin         | Erster Platz                                                           | Zweiter Platz                                                        | Dritter Platz                                                                               |
| 27. Januar 2015 | Jungen Einzel     | Niko Kytösaho                                                          | Domen Prevc                                                          | Dawid Jarząbek                                                                              |
| 27. Januar 2015 | Mädchen Einzel    | Sofja Tichonowa                                                        | Henriette Kraus                                                      | Agnes Reisch Luisa Görlich                                                                  |
| 28. Januar 2015 | Jungen Mannschaft | SlowenienTine Bogataj Bor Pavlovčič Urban Rogelj Domen Prevc           | FinnlandAndreas Alamommo Niko Löytäinen Joni Markkanen Niko Kytösaho | ÖsterreichJulian Wienerroither Michael Falkensteiner Maximilian Schmalnauer Clemens Leitner |
| 30. Januar 2015 | Mixed-Mannschaft  | DeutschlandAgnes Reisch Jonathan Siegel Henriette Kraus Axel Mayländer | RusslandMarija Jakowlewa Maxim Sergejew Sofja Tichonowa Kirill Kotik | TschechienJana Mrákotová Robert Szymeczek Zdeňka Pešatová František Holík                   |

## Wettbewerbe

### Jungen

#### Einzelspringen
| Platz | Land | Athlet                 | Punkte | Weite 1 | Weite 2 |
| ----- | ---- | ---------------------- | ------ | ------- | ------- |
| 1     | FIN  | Niko Kytösaho          | 271,3  | 102,0   | 102,5   |
| 2     | SLO  | Domen Prevc            | 244,3  | 96,0    | 93,5    |
| 3     | POL  | Dawid Jarząbek         | 242,9  | 96,0    | 95,0    |
| 4     | NOR  | Jesper Ødegaard        | 242,8  | 94,5    | 96,5    |
| 5     | ROU  | Nicolae Sorin Mitrofan | 236,4  | 91,0    | 94,0    |
| 6     | FIN  | Andreas Alamommo       | 235,3  | 89,0    | 92,5    |
| 7     | SLO  | Bor Pavlovčič          | 233,2  | 94,0    | 88,0    |
| 8     | SLO  | Tine Bogataj           | 232,0  | 91,0    | 89,5    |
| 9     | CZE  | František Holík        | 231,6  | 91,5    | 95,5    |
| 10    | SLO  | Urban Rogelj           | 231,2  | 91,0    | 89,5    |
| …     | …    | 0 …                    | … 0    | … 0     | … 0     |
| 13    | GER  | Jonathan Siegel        | 228,9  | 90,5    | 95,0    |
| 14    | AUT  | Julian Wienerroither   | 227,3  | 94,0    | 91,0    |
| 16    | GER  | Axel Mayländer         | 225,2  | 89,5    | 92,5    |
| 20    | GER  | Adrian Sell            | 221,6  | 92,5    | 94,5    |
| 21    | AUT  | Maximilian Schmalnauer | 220,5  | 89,5    | 91,5    |
| 23    | AUT  | Clemens Leitner        | 211,8  | 90,5    | 99,0    |
| 24    | AUT  | Michael Falkensteiner  | 211,6  | 88,0    | 95,0    |
| 27    | SUI  | Kevin Romang           | 200,5  | 83,0    | 83,0    |

Datum: 27. Januar 2015, 12:00 Uhr MEZ

Weitere Springer aus dem deutschsprachigen Raum, die sich nicht für den zweiten Durchgang qualifizierten:
- 31.  Constantin Schmid
- 42.  Manuel Fuchs
- 45.  Janne Perini
- 46.  Mario Anderegg

#### Teamspringen
| Platz                           | Land                                                                                         | Punkte                                                         | Weiten (m)                                         |
| ------------------------------- | -------------------------------------------------------------------------------------------- | -------------------------------------------------------------- | -------------------------------------------------- |
| 1                               | Slowenien Tine Bogataj Bor Pavlovčič Urban Rogelj Domen Prevc                                | 1030,4 123,2 / 131,9 125,3 / 125,9 126,4 / 125,7 135,5 / 136,5 | 101,0 / 99,5 96,0 / 96,0 99,5 / 98,0 102,5 / 103,0 |
| 2                               | Finnland Andreas Alamommo Niko Löytäinen Joni Markkanen Niko Kytösaho                        | 1000,7 126,2 / 133,0 114,6 / 115,2 117,4 / 121,0 134,0 / 139,3 | 101,5 / 100,5 92,5 / 92,5 / 96,5 103,0 / 104,0     |
| 3                               | Österreich Julian Wienerroither Michael Falkensteiner Maximilian Schmalnauer Clemens Leitner | 953,8 110,0 / 102,3 111,9 / 120,4 124,8 / 128,5 124,1 / 131,8  | 95,0 / 87,0 94,5 / 94,0 94,5 / 98,5 100,0 / 99,5   |
| 4                               | Deutschland Axel Mayländer Adrian Sell Constantin Schmid Jonathan Siegel                     | 938,5 117,9 / 121,9 122,6 / 124,6 101,7 / 112,3 115,2 / 122,3  | 97,0 / 96,0 98,5 / 95,5 86,0 / 92,0 96,5 / 96,5    |
| 5                               | Norwegen Anders Ladehaug Marius Lindvik Sverre Aas Myhr Jesper Ødegaard                      | 921,3 100,0 / 95,5 112,8 / 107,9 120,6 / 129,2 130,9 / 124,4   | 90,5 / 83,5 92,5 / 89,5 92,5 / 99,0 102,0 / 98,0   |
| 6                               | Polen Dominik Kastelik Paweł Wąsek Damian Skupień Dawid Jarząbek                             | 875,3 110,8 / 117,4 95,9 / 94,6 97,3 / 100,1 126,7 / 132,5     | 93,5 / 92,0 83,0 / 83,0 87,5 / 87,0 98,5 / 101,0   |
| 7                               | Russland Ratmir Khazeev Maxim Sergejew Ilja Generalow Kirill Kotik                           | 855,4 94,0 / 91,8 106,4 / 120,2 106,0 / 104,6 114,9 / 117,5    | 87,0 / 81,5 91,5 / 94,5 86,5 / 90,0 96,5 / 94,5    |
| 8                               | Tschechien Lukáš Kantor Dušan Doležel Robert Szymeczek František Holík                       | 838,1 87,7 / 90,0 106,9 / 103,6 100,9 / 97,8 124,4 / 126,8     | 85,0 / 82,0 89,0 / 86,5 88,5 / 86,5 98,0 / 98,5    |
| nach 1. Durchgang ausgeschieden |                                                                                              |                                                                |                                                    |
| 9                               | Frankreich Loic Didier Tom Guglielmetti Tim Bernoud Hugo Toux                                | 354,5 80,8 90,1 79,2 104,4                                     | 86,5 82,0 78,0 89,5                                |
| 10                              | Schweiz Mario Anderegg Janne Perini Manuel Fuchs Kevin Romang                                | 346,7 81,5 94,8 82,5 87,9                                      | 84,0 83,5 78,5 83,5                                |

Datum: 28. Januar 2015, 16:15 Uhr MEZ

### Mädchen

#### Einzelspringen
| Platz | Land | Athletin         | Punkte | Weite 1 | Weite 2 |
| ----- | ---- | ---------------- | ------ | ------- | ------- |
| 1     | RUS  | Sofja Tichonowa  | 227,1  | 60,0    | 61,0    |
| 2     | GER  | Henriette Kraus  | 221,4  | 61,0    | 60,0    |
| 3     | GER  | Agnes Reisch     | 219,6  | 59,5    | 62,0    |
|       | GER  | Luisa Görlich    | 219,6  | 59,0    | 60,0    |
| 5     | RUS  | Marija Jakowlewa | 211,1  | 55,0    | 61,5    |
| 6     | NOR  | Tonje Bakke      | 201,2  | 58,5    | 54,5    |
| 7     | CZE  | Zdeňka Pešatová  | 200,3  | 53,5    | 61,0    |
| 8     | CZE  | Jana Mrákotová   | 198,8  | 55,0    | 57,0    |
| 9     | SLO  | Anita Seretinek  | 197,0  | 55,5    | 57,0    |
| 10    | NOR  | Silje Opseth     | 189,9  | 53,5    | 57,5    |
| 11    | AUT  | Timna Moser      | 188,9  | 54,0    | 54,5    |
| …     | …    | 0 …              | … 0    | … 0     | … 0     |
| 13    | AUT  | Julia Huber      | 184,1  | 53,0    | 53,5    |
| 16    | GER  | Sophia Görlich   | 179,9  | 54,5    | 51,5    |

Datum: 27. Januar 2015, 15:00 Uhr MEZ

### Mixed-Teamspringen
| Platz | Land                                                                                             | Punkte                                                        | Weiten (m)                                      |
| ----- | ------------------------------------------------------------------------------------------------ | ------------------------------------------------------------- | ----------------------------------------------- |
| 1     | Deutschland Agnes Reisch Jonathan Siegel Henriette Kraus Axel Mayländer                          | 880,6 103,2 / 111,8 112,7 / 111,5 104,6 / 101,0 117,5 / 118,3 | 58,0 / 62,0 60,5 / 60,0 59,0 / 57,5 62,5 / 62,0 |
| 2     | Russland Marija Jakowlewa Maxim Sergejew Sofja Tichonowa Kirill Kotik                            | 870,6 112,2 / 104,3 102,3 / 102,3 112,2 / 114,4 110,7 / 112,2 | 60,5 / 59,5 57,0 / 57,0 60,5 / 61,0 60,5 / 60,5 |
| 3     | Tschechien Jana Mrákotová Robert Szymeczek Zdeňka Pešatová František Holík                       | 843,2 95,5 / 93,1 110,5 / 101,5 100,6 / 100,1 119,0 / 122,9   | 55,0 / 54,0 60,0 / 57,5 56,5 / 56,5 62,5 / 63,5 |
| 4     | Norwegen Silje Opseth Sverre Aas Myhr Tonje Bakke Jesper Ødegaard                                | 825,0 84,1 / 93,7 114,4 / 109,8 92,9 / 95,5 117,3 / 117,3     | 51,5 / 55,5 61,0 / 59,5 53,5 / 55,0 62,0 / 62,0 |
| 5     | Österreich Julia Huber Michael Falkensteiner Timna Moser Clemens Leitner                         | 819,3 90,7 / 93,6 117,5 / 112,7 83,7 / 87,3 114,9 / 118,9     | 53,0 / 54,0 62,5 / 60,5 50,5 / 52,0 61,0 / 63,5 |
| 6     | Slowenien Anita Seretinek Tine Bogataj Maja Gradišar Bor Pavlovčič                               | 794,5 95,7 / 97,4 122,9 / 114,6 69,6 / 67,4 110,3 / 116,6     | 55,5 / 56,0 63,5 / 61,5 46,5 / 46,0 59,5 / 61,5 |
| 7     | Rumänien Bianca Elena Ştefănuţă Ștefan Valentin Blega Raluca Iulia Stefan Nicolae Sorin Mitrofan | 726,8 79,0 / 76,8 111,5 / 106,6 65,7 / 66,2 110,5 / 110,5     | 50,0 / 49,5 60,0 / 59,0 45,5 / 45,5 60,0 / 60,0 |

Datum: 30. Januar 2015, 14:30 Uhr MEZ